# Галл-Лейк (Альберта)
Галл-Лейк (англ. Gull Lake) — літнє село в Канаді, у провінції Альберта, у складі муніципального району Лакомб.

## Населення
За даними перепису 2016 року, літнє село нараховувало 176 осіб постійного населення, показавши зростання на 44,3%, порівняно з 2011-м роком. Середня густина населення становила 251,7 осіб/км².
З офіційних мов обидвома одночасно володіли 5 жителів, тільки англійською — 170. Усього 5 осіб вважали рідною мовою не одну з офіційних.
Працездатне населення становило 85 осіб (65,4% усього населення), рівень безробіття — 17,6%.

## Клімат
Середня річна температура становить 2,5°C, середня максимальна – 20,9°C, а середня мінімальна – -19,6°C. Середня річна кількість опадів – 470 мм.
| Клімат поселення                              | Клімат поселення | Клімат поселення | Клімат поселення | Клімат поселення | Клімат поселення | Клімат поселення | Клімат поселення | Клімат поселення | Клімат поселення | Клімат поселення | Клімат поселення | Клімат поселення | Клімат поселення |
| Показник                                      | Січ.             | Лют.             | Бер.             | Квіт.            | Трав.            | Черв.            | Лип.             | Серп.            | Вер.             | Жовт.            | Лист.            | Груд.            |                  |
| Середній максимум, °C                         | −6,58            | −2,92            | 2,22             | 9,93             | 16,10            | 19,87            | 20,90            | 20,58            | 15,59            | 10,41            | 1,16             | −4,94            |                  |
| Середня температура, °C                       | −13,12           | −9,45            | −4,3             | 3,40             | 9,56             | 13,33            | 15,32            | 15,01            | 10,02            | 4,86             | −4,41            | −10,52           |                  |
| Середній мінімум, °C                          | −19,64           | −15,99           | −10,85           | −3,13            | 3,03             | 6,80             | 9,76             | 9,44             | 4,45             | −0,72            | −9,98            | −16,09           |                  |
| Норма опадів, мм                              | 19               | 15               | 16               | 20               | 53               | 85               | 91               | 70               | 50               | 20               | 15               | 16               |                  |
| Середньомісячна швидкість вітру, м/с          | 3.26             | 3.30             | 3.50             | 3.80             | 3.80             | 3.45             | 3.10             | 2.90             | 3.20             | 3.48             | 3.41             | 3.35             |                  |
| Середньомісячна сонячна радіація, кДж/м²·день | 3762             | 7234             | 12435            | 17409            | 20725            | 21963            | 22593            | 19007            | 13116            | 7875             | 3992             | 2850             |                  |
| --------------------------------------------- | ---------------- | ---------------- | ---------------- | ---------------- | ---------------- | ---------------- | ---------------- | ---------------- | ---------------- | ---------------- | ---------------- | ---------------- | ---------------- |
| Джерело:                                      |                  |                  |                  |                  |                  |                  |                  |                  |                  |                  |                  |                  |                  |